# Unione di Erfurt

Bandiera dell'Unione di Erfurt

L'Unione di Erfurt (tedesco: Erfurter Unionsparlament) fu un effimero tentativo di unificazione degli stati tedeschi in un'unica entità, comprendente 28 stati della Confederazione germanica, dalla breve durata (20 marzo 1850 - 29 aprile 1850), riuniti in una assemblea parlamentare.

## Storia
Dopo l'insuccesso del Parlamento di Francoforte, creato dalla rivoluzione di marzo, l'assemblea riunita ad Erfurt aveva lo scopo di redigere una costituzione per una futura Germania unificata sotto l'egemonia della Prussia, la cosiddetta soluzione della piccola Germania (tedesco: Kleindeutsche Lösung), in opposizione alla Grande Germania (tedesco: Großdeutschland) in cui il nuovo stato sarebbe stato dominato dall'Impero austriaco. L'unione di Erfurt nacque dal desiderio di Joseph von Radowitz di guidare una politica che mirasse ad unificare la Germania "dall'alto".
Contemporaneamente al rifiuto della corona imperiale offertagli nell'aprile del 1849 dal Parlamento di Francoforte, il re di Prussia Federico Guglielmo IV invitò gli altri stati tedeschi a discutere della fondazione di uno stato federale. Il suo principale consigliere era Joseph von Radowitz. A partire dal 17 maggio 1849, i rappresentanti dei regni di Prussia, Baviera, Württemberg, Hannover e Sassonia furono riuniti a Berlino. Tuttavia l'accordo fu firmato il 26 maggio 1849, un anno prima dell'Assemblea di Erfurt e pochi giorni prima dello scioglimento del Parlamento di Francoforte, solo tra il Regno di Prussia, il Regno di Hannover e il Regno di Sassonia, in un accordo denominato Unione dei tre Regni il cui obiettivo era la fondazione di uno stato federale.
Il testo del trattato dell'Unione dei tre Regni rappresentava un ordine costituzionale provvisorio, accompagnato da un progetto di legge elettorale. Solo due giorni dopo seguì una bozza per una costituzione del Reich tedesco basata sulla costituzione elaborata dal Parlamento di Francoforte del mese precedente. I Regni di Hannover e di Sassonia, che non erano pronti a riconoscere l'egemonia prussiana, formularono, attraverso i loro rappresentanti una riserva: volevano essere vincolati alla costituzione solo se tutti gli stati tedeschi, ad eccezione dell'Austria si fossero uniti in questa alleanza.
Da questo trattato scaturì l'Unione di Erfurt. La nuova costituzione, tuttavia, doveva entrare in vigore solo dopo la revisione e la ratifica da parte di un Reichstag eletto, così come dopo l'approvazione da parte dei governi partecipanti; al progetto aderirono anche 150 ex deputati liberali all'Assemblea nazionale tedesca in una riunione a Gotha il 25 giugno 1849, e alla fine di agosto 1849, quasi tutti (ventotto) principati avevano riconosciuto la costituzione del Reich e aderito all'Unione, dovuto in varia misura alla pressione prussiana.
L'Unione venne fatalmente osteggiata dall'Impero austriaco e ottenne uno scarso consenso popolare, cosa che porterà, dopo il pericolo di uno scontro austro-prussiano, alla sua definitiva fine il 29 novembre 1850 a seguito del trattato di Olmütz, che ripristinava la Confederazione germanica. La fine dell'Unione di Erfurt umiliò la Prussia e la isolò dal mondo tedesco fino all'arrivo di Bismarck, mentre l'Austria ne uscì rafforzata, sebbene la fine della Confederazione germanica fosse solo rimandata di un decennio con la Guerra delle sette settimane del 1866.